# 小石川大神宮

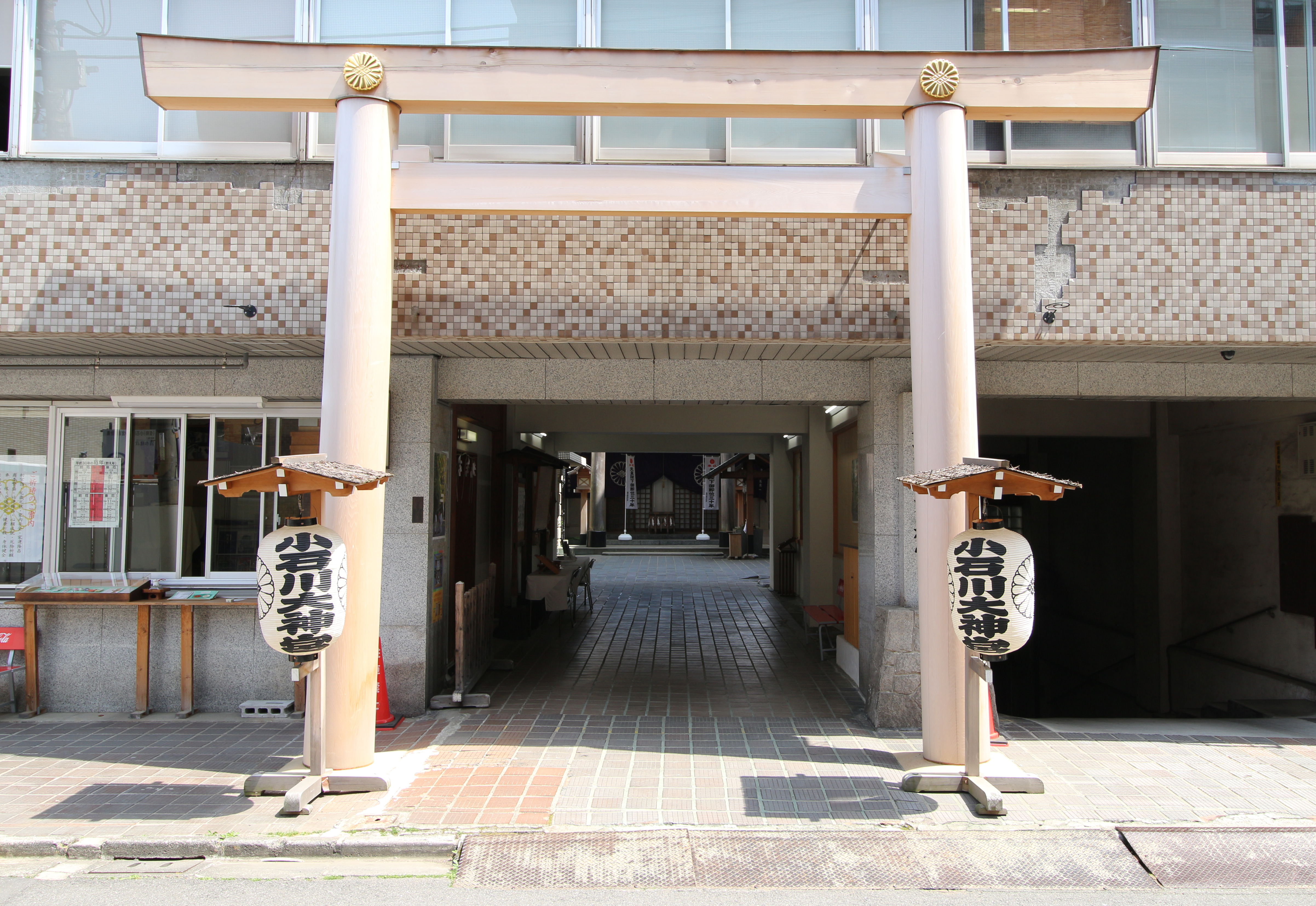
旧拝殿。

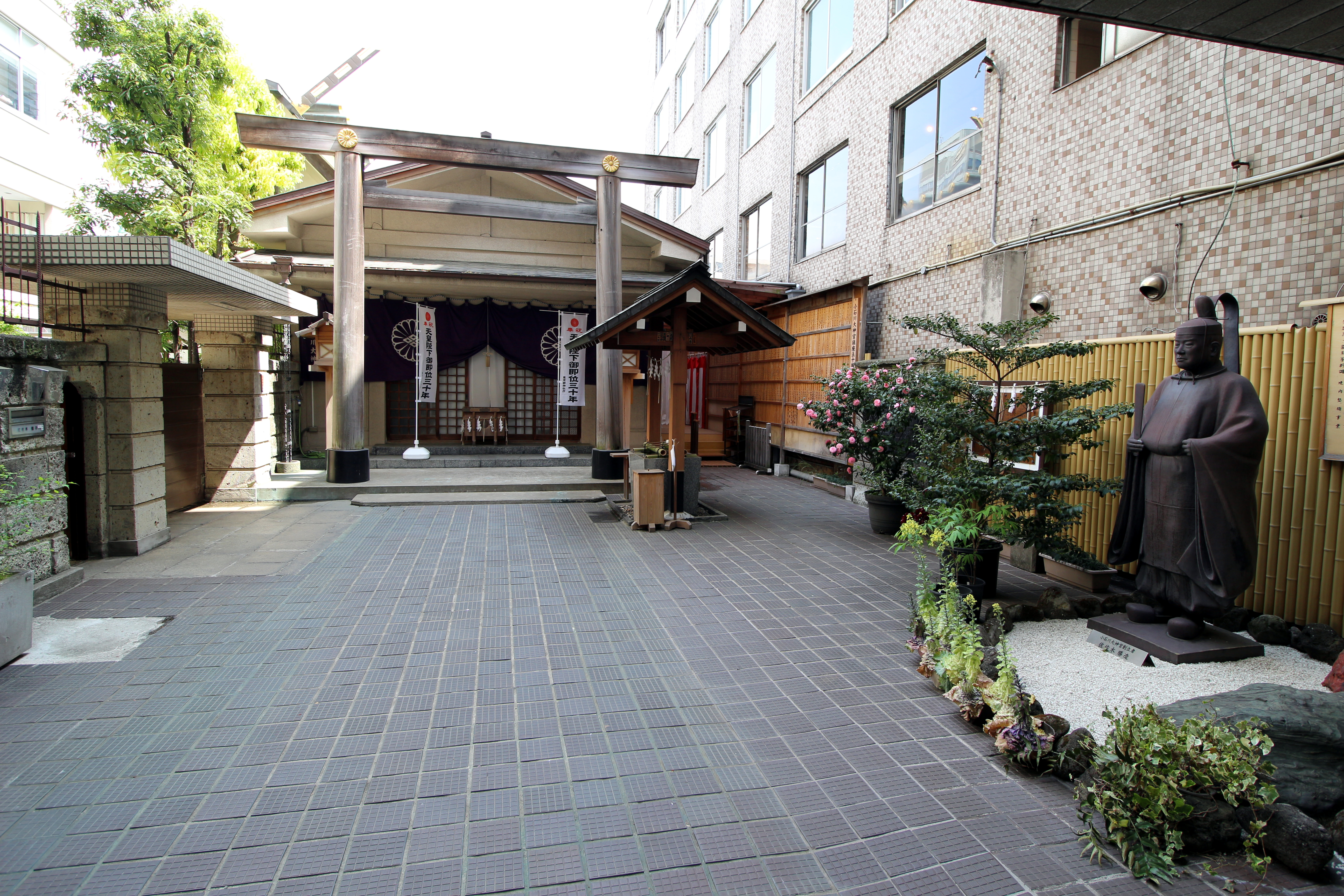
旧参道入口 ビルの下をくぐって入る。

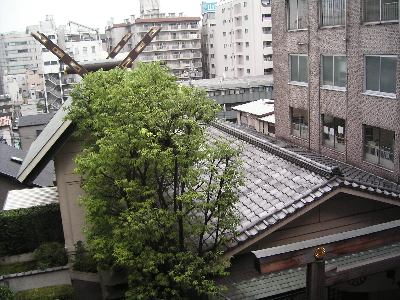
旧本殿。本殿の方向が拝殿と方向が違っている。

小石川大神宮（こいしかわ だいじんぐう）は東京都文京区にある神社。天照大神を祀る。

## 概要
第59回式年遷宮に多大な貢献をなし、神宮崇敬者総代となった佐佐木勝造の提唱によって創建された。1966年（昭和41年）3月7日、伊勢神宮より皇大神宮特別神璽を奉戴し、鎮座祭を執り行った。この特別御神璽は、元は海外公民団の申請によってのみ授与されたもので、極めて異例のことであった。そのため、東京における伊勢神宮の遥宮（とうのみや）として位置づけられているという。
1996年（平成8年）の社殿修復に第六十一回神宮式年遷宮の際の月讀宮の古材を使用した。旧本殿は南面しているが、入口は西側にあり、拝殿は西面しており、拝殿の向きと本殿の向きがあっていない。このような参拝者が拝む方向に本殿が位置しない神社は古い神社でもたまにみられることだが、都心での用地収得が難しい中、本殿が南面することを優先した結果このような配置になったと考えられている。
2021年に本殿を遷座し、現在の場所に移転した。

## 社名
伊勢神宮の分社は「～大神宮」と名乗ることが多い。この神社もそれに習って地名の小石川から「小石川大神宮」と名付けられたと考えられている。

## 祭神
- 天照皇大神（あまてらすすめおおかみ）

## 祭礼
鎮座の日である3月7日が例祭日となっている。

## 氏子地域
1960年代半ばに創建されたので、本来氏子地域は存在しない。しかしながら、鎮座地である富坂二丁目町会の役員が当社崇敬会に入会した1966年以降は、町会が氏子組織と同然になり現在に至る。なお、それまで富坂二丁目町会では簸川神社と北野神社に氏子が分かれていた。
小石川二丁目5～10･17～21
春日一丁目13～14

## 交通
- 東京地下鉄丸ノ内線・南北線「後楽園駅」6番出口より徒歩6分（経路案内）。
- 都営地下鉄三田線・大江戸線「春日駅」A3出口より徒歩8分（経路案内）。
- JR総武線「水道橋駅」より徒歩16分（経路案内）。